# 超高層雷放電

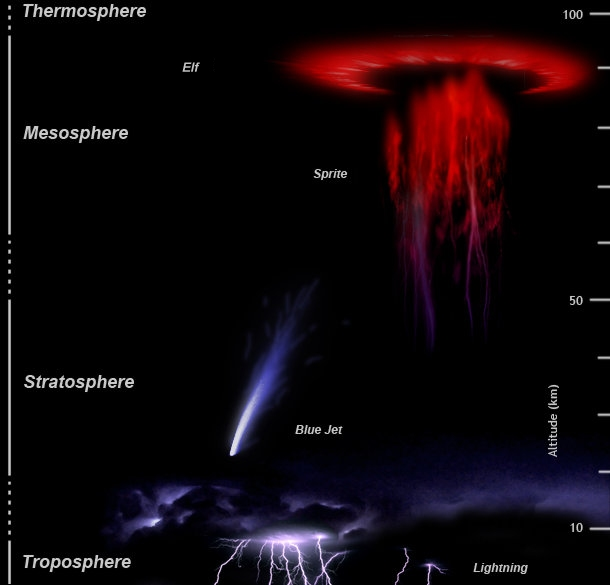
各種の超高層雷放電の模式図

超高層雷放電（ちょうこうそうかみなりほうでん）(スプライトとも言う)は、高度20–100kmの成層圏・中間圏・下部熱圏（下部電離層）にかけて起こる、放電による発光現象である。
高高度放電発光、中間圏発光現象 などさまざまに呼ばれる。TLE (transient luminous event、直訳: 一時的発光事象）の略語も使われる。（ただし文脈や用語によってはオーロラや大気光を含むことがある）

## 概説
この高度は大気密度が非常に低く、対流も少ないため、気象現象はほとんど発生しないとされていた。ところが、1989年に雷雲（高度10km以下）の上で発光現象が起こることが観測された。発光時間は1秒以下であり、数ミリ秒から0.5秒程度である。

## 種類
下記のようないくつかの種類が存在する。

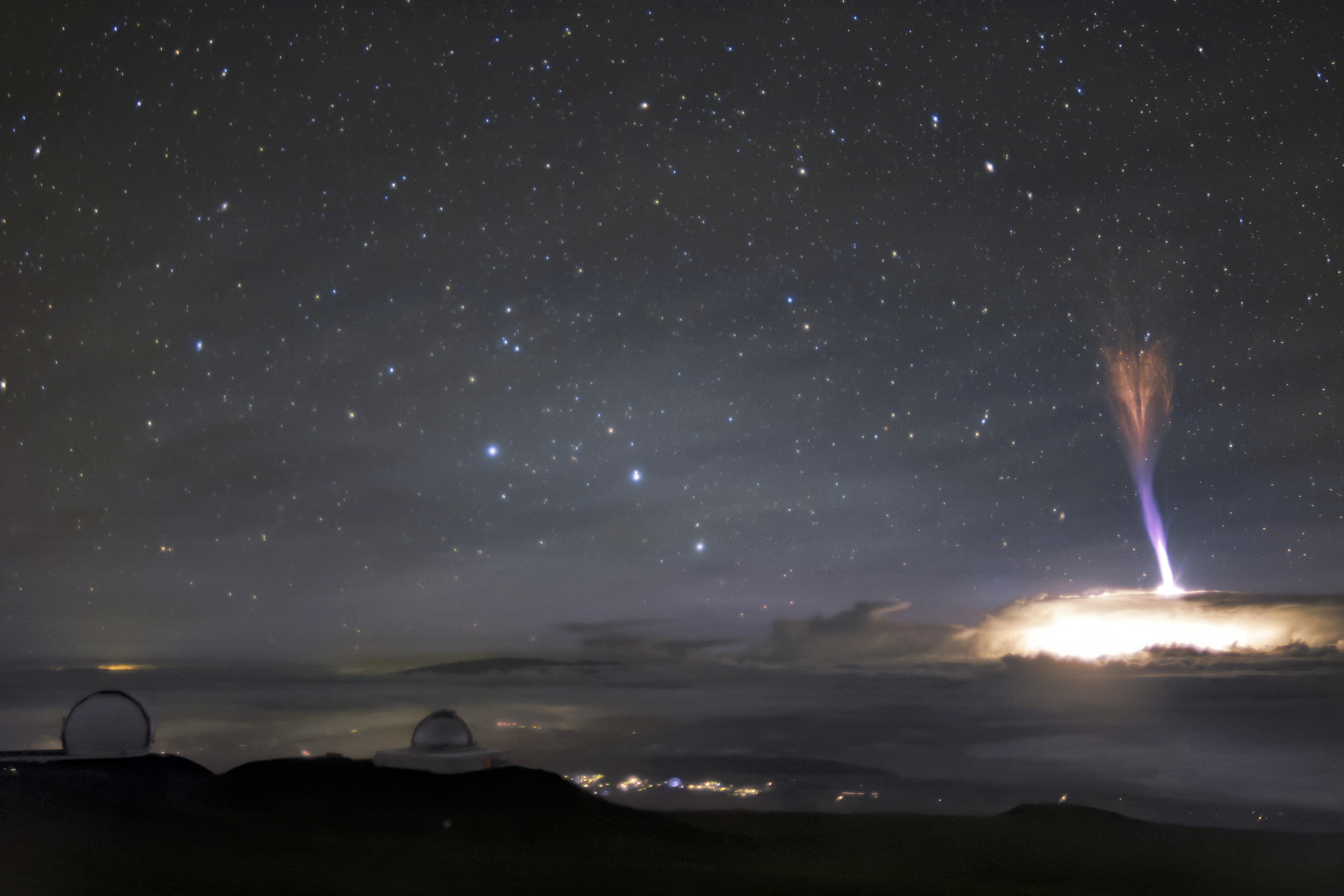
ハワイ、マウナ・ケア山山頂より撮影された巨大ジェット（2017年7月24日）

- スプライト（レッドスプライト） - 中間圏付近で見られるが、もっと高い所まで到達するものもある。主に赤系統の色をしている。
- エルヴス（英語版） (elves) - 中間圏上部や熱圏下部で見られる。水平に広がる発光で、電離層とも関係していると考えられている。水平に広がるスケールとしては300-500km ほど。巨大なドーナッツ状の発光現象が落雷に伴って発生する[1]。
- ブルージェット (blue jet) - 成層圏上部付近で見られる。青系統の色で、細長い形をしている。雷雲から上に伸びるため「上向きの雷」とも呼ばれる。
- ブルースターター (blue starter) - ブルージェットに先立って現れることがある発光。成層圏下部にみられる。
- 巨大ジェット (gigantic jet) - 成層圏から中間圏に渡って伸びる巨大なジェット。
- 地球ガンマ線放射 (terrestrial  gamma-ray flash) - 雷雲上部での放電現象に由来する現象が、ガンマ線バースト (gamma-ray burst, GRB）として観測されているケースが指摘されている。
- 電磁波バースト - 雷放電などに伴う電磁波放射が電離層あたりの上層大気の電磁的状態を大きく乱す現象。